# Georgi Kałczew
Georgi Kałczew (bg. Георги Калчев; ur. 27 lutego 1959) – bułgarski zapaśnik walczący w stylu klasycznym. Srebrny medalista mistrzostw świata w 1986; brązowy w 1985. Mistrz Europy w 1986 i trzeci w 1984 i 1987 roku.